# Brighton and Hove
Brighton and Hove (également typographié « Brighton & Hove » en anglais, littéralement, « Brighton et Hove ») est un territoire relevant d’une autorité locale unique ayant aussi le statut de cité. 

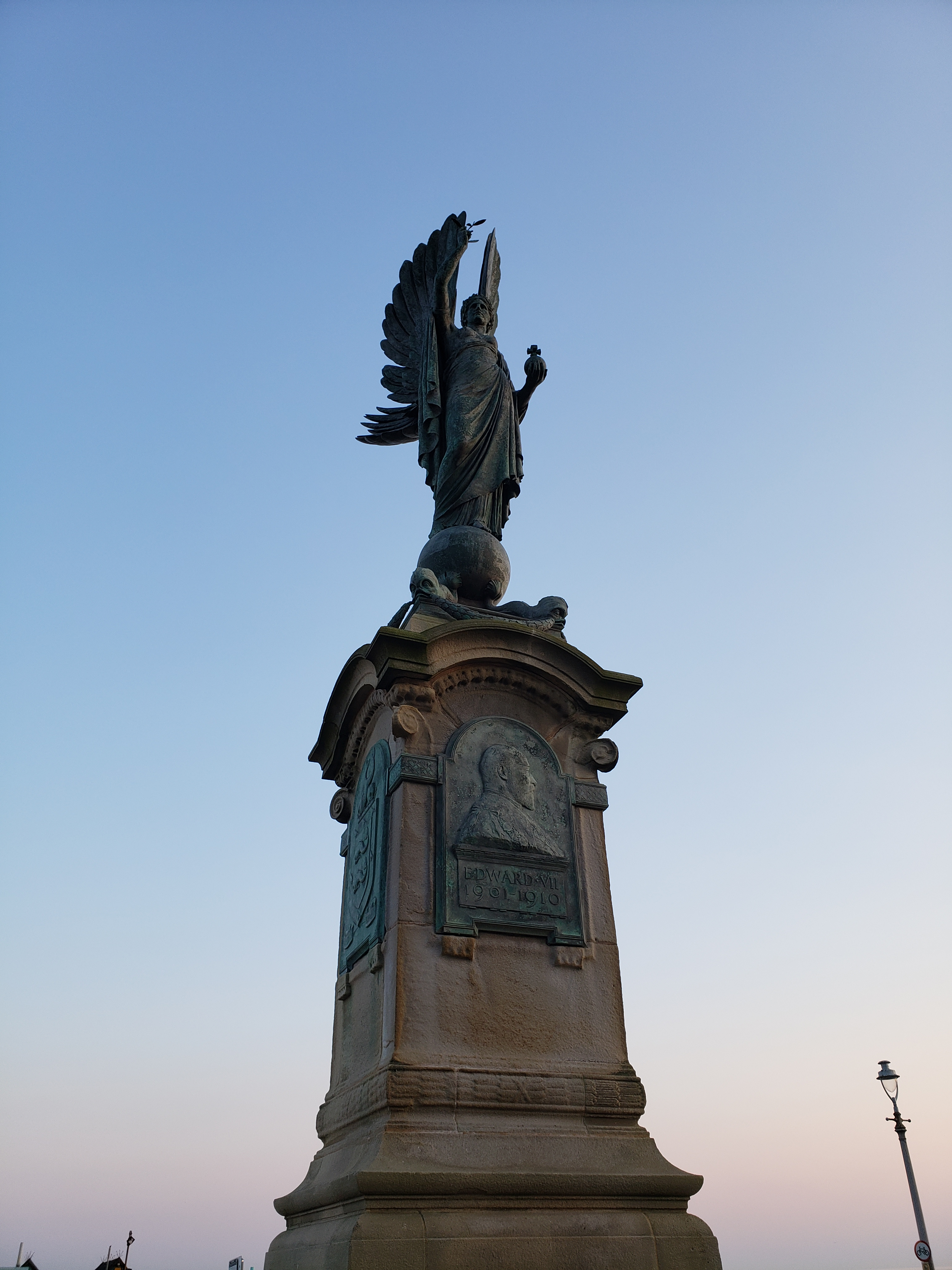
La statue de la paix sur le front de mer marque la frontière entre Brighton et Hove.

Elle[Qui ?] se situe sur la côte sud de l'Angleterre dans le Sussex de l'Est. L'autorité unitaire a été créé le 1er avril 1997 par la fusion des villes de Brighton et de Hove.

## Personnalités liées à la ville
- Karen Pickering, nageuse britannique
- Victor Barker, homme transgenre